# Bell TH-67 Creek
Le Bell TH-67 Creek est un hélicoptère militaire d'entraînement américain conçu et réalisé pour les besoins de l'US Army sur la base du Bell 206B-3.

## Historique
En 1992, un appel d'offres est lancé pour remplacer le UH-1H servant d'hélicoptère-école pour l'US Army. Le Bell 206B-3 remporte celui-ci en 1993, AS350 Écureuil, Enstrom 480 (en), Schweizer-330 étant également en lice, 
Bell les fabrique à Mirabel (Québec). Ils ont d'abord été transportés par avion vers les centres d'achèvement Premier Aviation à Arlington (Texas), puis vers Edwards Aircraft à Piney Flats, Tennessee (en) dans le comté de Sullivan (Tennessee) pour une militarisation.
181 entrent en service dans la United States Army Aviation Branch à partir de 1993, 154 sont en service en 2004. Ils effectuent 1 915 000 heures de vol et ont entrainé 25 000 élèves.
La United States Naval Test Pilot School en dispose depuis 1993. 4 exemplaires déclarés en 2023.
30 exemplaires du Bell Textron Canada TH-67A sont commandés par Taiwan en mai 1996. Ils commencent à entrer en service au sein de l'aviation légère de l'Armée de terre de la république de Chine le 27 mai 1998. Un est accidenté le 2 décembre 2002.
Le 20 février 2021, lors de leur retrait de service dans l'US Army à la suite de leur remplacement par des UH-72A Lakota depuis 2015, 74 sont enregistrés. 
La majeure partie sont transférés dans d'autres armées dont les Forces militaires de Colombie, qui, en 2019, en reçoit 60 a 25 000 dollars américains l'unité, dans le cadre d'un contrat de 232 millions de dollars, à utiliser par l'école d'hélicoptères des Forces armées conjointes.
La Force aérienne dominicaine en reçoit deux le 14 février 2023.